# Зоран Тодоровски
Доктор Зоран Тодоровски (на македонска литературна норма: Зоран Тодоровски) е историк от Република Македония.

## Биография
Зоран Тодоровски е роден на 3 март 1950 година в град Скопие. През 1972 година завършва история и история на изкуството във Философския факултет на Университета „Св. св. Кирил и Методий“ в Скопие. През 1981 година магистрира във Философския факултет в Скопие на тема „Действието на автономистката ВМРО 1918 – 1924 г.“. През 1981 година защитава докторантура в същия факултет на тема „Вътрешната македонска революционна организация 1924 – 1934 г.“. В хода на своята работна кариера е работил в Републиканския комитет за култура (1975 – 1990) и в Института за национална история (1990 – 1999). От 1999 до 2002 година е директор на Държавния архив на Република Македония, като 2002 – 2006 отново е на работа в Института за национална история. От 2006 година до смъртта си пак е директор на Държавния архив. Научният интерес на Тодоровски е насочен към изучаването на новата македонска история, главно към първата половина на XX век и по-специално на събития и личности, които принадлежат на македонското националноосвободително и революционно движение.
Зоран Тодоровски е автор на над сто научни трудове, от които двадесет книги и сборници на документи, над 50 статии и приложения, 25 фейлетона и 33 историографски допълнения в периодиката. В тях се третират различни недостатъчно изследвани личности и събития, свързани със съществуването и дейността на много македонски революционни организации: ВМРО, ВМРО (об), МЕФО, Илинденската организация, ММТРО, МПО, както и други въпроси от македонската историография. Всички негови изследвания се основават на нови документи, с богати исторически факти, анализи, които представляват важни приложения в македонската историография. Участва и в над 30 международни конференции. В сътрудничество с държавните архиви на България издава дневника на Кръсте Мисирков, а също и сборник с документи на Тодор Александров. Застъпва се за реабилитация на Тодор Александров и Иван Михайлов от историографите на Република Македония.